# Ivan Opačak
Ivan Opačak (Zenica, 23 aprile 1980) è un ex cestista bosniaco naturalizzato croato.

## Carriera
Con la Bosnia ed Erzegovina ha disputato due edizioni dei Campionati europei (1999, 2001).

## Palmarès
- Coppa di Bosnia ed Erzegovina: 1

Široki: 2006
- Coppa di Croazia: 1

Cedevita Zagabria: 2012